# Saarijärvi (sjö i Heinola, Päijänne-Tavastland, 61,17 N, 26,28 Ö)
Saarijärvi är en sjö i kommunen Heinola i landskapet Päijänne-Tavastland i Finland. Arean är 36 hektar och strandlinjen är 3,83 kilometer lång. Sjön  ingår i Kymmene älvs huvudavrinningsområde.   Den ligger omkring 39 km nordöst om Lahtis och omkring 130 km nordöst om Helsingfors. 